# Franciszek Tepa
Franciszek Tepa (Leopoli, 17 settembre 1829 – Leopoli, 23 dicembre 1889) è stato un pittore polacco.

## Biografia

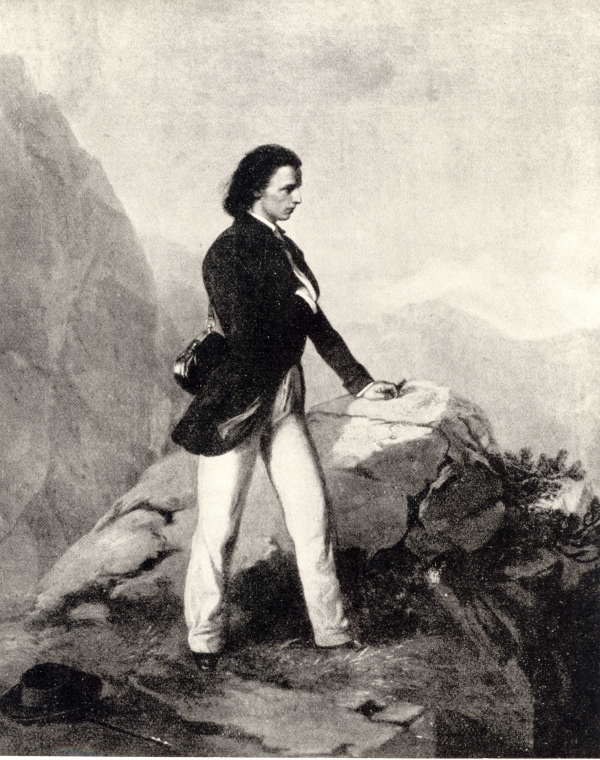
Franciszek Tepa (1852)

Iniziò i suoi studi artistici all'Accademia Stanowa con Jan Maszkowski dal 1842 al 1844 e all'Accademia di Belle Arti di Vienna nel 1847-1848, dove studiò con Ferdinand Waldmüller all'Accademia di Belle Arti di Monaco dal 1849 al 1852, allievo di Wilhelm Kaulbach, all'École nationale supérieure des beaux-arts di Paris dal 1854 al 1860 con Ary Scheffer e Leon Cogniet.
Durante le rivoluzioni del 1848 (noto anche come Primavera dei Popoli), si impegnò politicamente nel movimento indipendentista polacco. Ha dipinto una serie di ritratti di leader rivoluzionari polacchi, tra cui Joachim Lelewel, Józef Dwernicki e Józef Chłopicki.
Nel 1852, accompagnato dal separatista galiziano Adam Józef Potocki, sua moglie e il giornalista Maurycy Mann (1814-1876), intraprende un viaggio attraverso la Grecia, l'Egitto e la Palestina durante i quali dipinge i primi dipinti di un orientalista polacco.
Al suo ritorno da Parigi nel 1860, si stabilì definitivamente a Leopoli, dove produsse studi sulla vita e i paesaggi popolari locali per il conte Włodzimierz Dzieduszycki. Durante questo periodo gli fu offerta una cattedra all'Accademia di Belle Arti di Cracovia, che rifiutò.